# A.S.E. Duka
A.S.E. Duka – grecki klub futsalowy z siedzibą w mieście Amarusi, obecnie występuje w najwyższej klasie rozgrywkowej Grecji.

## Sukcesy
- Mistrzostwo Grecji (3): 2000/01, 2016/17, 2017/18
- Puchar Grecji (4): 2000/01, 2002/03, 2003/04, 2014/15